# Будизъм
Будизмът (на санскрит: बुद्ध धर्म, buddha dharma IAST, пали बुद्ध धम्म, „Учение на Пробудения“) е религиозно-философска система (дхарма) за духовното пробуждане (бодхи), обхващаща разнообразни традиции, вярвания и практики, основани на учението, приписвано на Сидхарта Гаутама, често наричан Буда. Гаутама живее и проповядва в източната част на Индийския субконтинент между VI и IV век пр.н.е. Той е приеман от будистите за пробуден, т.е. просветлен, учител, който е споделил своите прозрения, за да помогне на съзнателните същества да се освободят от страданието, чиято причина е невежеството (авидя).
Самите последователи на това учение го назовават Дхарма (Закон, Учение) или Будхадхарма (Учение на Буда). Терминът будизъм е създаден от европейците през XIX век. В днешни дни някои изследователи и будистки деятели определят будизма като философска система, която обхваща различни аспекти на съзнанието, както и на традиции, вярвания, ритуали и духовна практика въз основа на учението на Сидхарта Гаутама.
Макар будизмът да остава най-популярен в Азия, днес той има последователи в целия свят, като в зависимост от дефиницията за принадлежност към него броят на последователите му се оценява на поне 350 – 500 милиона души.
Будизмът възниква в Индия в средата на индуизма и джайнизма. За разлика от индуизма, в будизма всички са равни пред религиозната цел, независимо от принадлежността към една или друга варна. Благородността (арийството) остава идеал, но се тълкува в смисъл различен от този в индуизма и не се обвързва с национална традиция.
В будизма са обособени две основни направления – Теравада („Учение на старейшините“) и Махаяна („Голяма колесница“). Теравада има най-голямо влияние в Шри Ланка и Югоизточна Азия, а Махаяна – в Източна Азия, като обхваща и традициите на Дзен, Ничирен, тибетския будизъм, Шингон, Тендай, Шиньо-ен. Някои класификации разглеждат Ваджраяна, практикуван главно в Тибет, Монголия и съседните области, като самостоятелно трето направление, докато други го отнасят към Махаяна. Съществуват и други категоризации, разглеждащи по-голям брой основни направления. Различията между будистките школи се отнасят до точния характер на пътя към нирвана, до значимостта и каноничността на различни учения и текстове, и особено до свързаните с тях практики.

## Животът на Буда
Този разказ е заимстван от биографията Ниданакатха на сектата Теравада в Шри Ланка, която се приписва на Будагхоша през V век. По-ранните биографии като Будачарита, Локатаравадин Махавасту и Махаяна/Сарвистивада Лалитавистарасутра дават различни сведения. Учените се колебаят да направят неквалифицирани твърдения за историческите факти от живота на Буда. Повечето приемат, че той живее, преподава и основава монашески ред, но приемат в непълно съгласие всички данни, съдържащи се в своите биографии.
Според автора Майкъл Каритър, докато съществуват основателни причини за съмнение в традиционната източници, „основните моменти от живота на Буда трябва да се приемат за верни: раждане, зрялост, себеотрицание, търсене, пробуждане и освобождение, учение и смърт“. Докато пише биографията на Буда, Карен Армстронг отбелязва, че „очевидно е трудно да се напише биографията на Буда, която отговаря на съвременните критерии, защото ние имаме много малко информация, която може да се считаме че е в унисон с историята... [но] можем да бъдем основателно уверени, че Сидхата Гаутама наистина е съществувал и че учениците му са съхранили колкото са могли спомена за живота му и неговото учение.“.
Данните от най-ранните писмени тесктове показват, че Сидхарта Гаутама е роден в една общност, която е по периферията, както географски, така и в културно отношение на североизточната част на Индийския субконтинент през V век пр.н.е. Някои автори като Ричард Гомбрич поставят под въпрос кралския статут на Шудходана, бащата на принц Сидхарта. Според тях той управлява малка олигархична република, в която е избран лидер.
Според писанията Теравада Трипитака (от пали, което означава „три кошници“), Гаутама е роден в Лумбини, на територията на днешен Непал, около 563 г. пр.н.е. и е израснал в Кипалавасту.
Според този разказ, скоро след раждането на младия принц Гаутама, астролог посетил бащата на младия принц цар Судходана като предсказва, че Сидхарта ще стане или велик цар или ще се откаже от материалния свят, за да стане свят човек, в зависимост от това дали той ще види какъв е животът извън стените на царския дворец.
Судходана бил твърдо решен да види сина си как става цар, така че той му забранява да напуска двореца. Но на 29-годишна възраст, въпреки усилията на баща му, Гаутама се осмелил да излезе извън двореца няколко пъти. В поредица от срещи известни в будистката литература като четирите гледки той научил за страданията на обикновените хора, натъквайки се на един старец, на болен човек, труп и накрая на свят човек – аскет, който бил очевидно доволен и в мир със света. Тези преживявания накарали Гаутама да се откаже от царския живот и да подеме духовно търсене.
Гаутама отишъл първо да учи заедно с прочути религиозни учители на тогавашните времена и овладява медитативни знания на които те го научават. Но той открива, че тези знания не осигуряват дълготраен край на страданието, така че той продължава духовното си търсене. След това той опитва от крайния аскетизъм, който е практикуван сред шраманите, чиято религиозна култура е различна от ведическата. Гаутама претърпява продължително гладуване, задържане на дъха и излагане на болка. Той почти умира от глад прилагайки този метод на аксетизъм. Гаутама разбира, че този вид практика го довежда до крайния предел на силите му и че тази практика не слага край на страданието. И така, в този ключов момент той приема мляко и ориз от селско момиче, което го кара да промени подхода си. Той се посвещава на анапанасати медитация, чрез която открил това, което будистите наричат Средния Път (санскрит мадхяма-пратипад): пътя на умереността между крайностите на самоудовлетворение и самостоятелно умъртвяване.
Гаутама е решен да завърши своето духовно търсене. На 35-годишна възраст, той сяда в медитация под свещеното смокиново дърво – известно като дървото бодхи в града на Бод Гая, Индия, и обещава да не стане преди да постигне просветление. След много дни, той най-накрая унищожава оковите на ума си, като по този начин освобождава себе си от цикъла на страдание и прераждане, и се изправя като напълно просветено същество (санскрит самяксавбуда). Скоро след това той привлича група от последователи и създава монашески ред. Сега, като Буда, той прекарва остатъка от живота си преподава пътя на пробуждането, който открива, пътувайки през цялата Североизточната част на Индийския субконтинент, и умира на 80-годишна възраст (483 г. пр.н.е.) в Кушинагар, Индия. Южният клон на оригиналното смокиново дърво може да се види само в Анурадхапура в Шри Ланка и е известно като Джая Шри Маха Бодхи.

## Будистки концепции
Тъй като писането е рядкост в Индия по времето, когато Гаутама живее, създаденото в живота и учението му се предавало устно, като са записани най-вероятно през първи век пр.н.е.
Английската дума „будизъм“ е сравнително нова. Тя за първи път е използвана в Оксфордски английски речник от 1801 г. (изписана като „Боудизъм“) и правописът на думата се променя на настоящия през 1816 г. в коментар, публикуван в Азиатски вестник („Името и особеностите на будизма добра работа приковавайки вниманието ми“).
„Трите скъпоценности“ – Буда, Дхарма и Сангха, както и понятията за карма, прераждане (реинкарнация) и практикуването на йога са съществували преди времето, когато Гаутама живее, но по-късно се свързат с будизма.

### Животът и света

#### Самсара
Самсара е „цикъл на раждане и смърт“. Съзнателните същества жадуват за удоволствие и са чувствителни към болка от раждането до смъртта. Контролирани от тези нагласи, те поддържат цикъла на обусловеното съществуване и страдание (самсара) и произвеждат причините и условията за следващото прераждане след смъртта. Всяко прераждане повтаря този процес в принудителен цикъл, който будистите се стремят да прекратят чрез премахването на тези причини и условия, прилагайки методите, изложени от Буда и последващите будисти.

#### Карма
Кармата (от санскрит: „действие, работа“) в будизма е сила, която кара Самсара цикъла на страдание и прераждане за всяко същество. Добри, мъдри дела (Пали: „кусала“) и лошите, невежи (Пали: „акусала“) действия произвеждат „семена“ в ума, които дават своят плод в този живот или в следващото прераждане. Избягването на вредни и култивирането на положителни действия се нарича сила (от санскрит: „етично поведение“).
В будизма карма се отнася специално за тези действия (на тялото, речта и ума), които извират от стремежа на ума („сетана“) и довеждат до следствие, плод (пхала) или резултат (випака).
В Теравада будизма няма божествено спасение или прошка за човешката карма, защото тя е чисто безличен процес, който е част от състава на вселената. В Махаяна будизма, текстовете на някои Махаяна сутри (като Лотосовата сутра, Ангулималия сутра и Нирвана сутра) твърдят, че рецитирането или просто слушането на тези текстове може да заличи големи слоеве от негативна карма. Някои форми на будизма (например Ваджраяна) предпочитат рецитирането на мантри като средство за разсичане на предишната негативна карма. Японският учител Геншин по Чиста земя учи, че Амида Буда има властта да унищожи кармата, която в противен случай би се свързала в едно със самсара.

#### Прераждане
Будизмът разглежда прераждането като процес, при който съществата преминават през поредица от животи като една от многото възможни форми на съзнателен живот, всяка функционираща от зачеването до смъртта. Будизмът отхвърля концепцията за вечния аз или неизменната, вечна душа, както я наричат в индуизма и християнството. Според будизма няма такова нещо като самостоятелен „аз“, независим от останалата част от вселената (доктрината за анатта). Прераждането в следващите съществувания трябва да се разбира като продължение на един динамичен, непрекъснато променящ се процес на „зависим произход“ („пратитясамутпада“), определен от закона за причината и следствието (кармата) на съществото, въплъщаващо се или прераждащо се от едно съществуване към следващото.
Всяко прераждане се осъществява в рамките на една от петте сфери според теравадините или шест, според шестте други школи (виж например изобразяването им в Бхавачакра). Те са допълнително разделени на 31 нива на съществуване.
1. Нарака същества: тези, които живеят в една от многото нараки (адове);
2. Прета: понякога споделяне на малко пространство с хората, но невидими за повечето хора; значим вид гладен призрак;[39]
3. Животни: споделят пространство с хората, но имат друг начин на живот;
4. Човешки същества: една от сфери на прераждане, в която е възможно постигането на нирвана;
5. Ашури: превежда се различно като низши божества, демони, титани, антибогове, които не са признати от Теравада (Махавихара) традицията като отделна сфера;[40]
6. Деви включително брахми: превежда се различно като богове, божества, духове, ангели.

Прераждания в някои от по-високите небесни сфери, известни като Судхаваса (Чисти жилища) могат да бъдат постигнати само от будистки практикуващи, известни като анагамини (незавръщащи се). Прераждания в арупа-дхату (безформени сфери) могат да бъдат постигнати само от тези, които могат да медитират върху арупаджханите, които са най-висшият обект в медитацията.
Според източноазиатския и тибетски будизъм съществува междинно състояние (тибетски „бардо“) между този живот и следващия. Общоприетата позиция на Теравада отхвърля това, но съществуват пасажи в текста Самюта Никая, който е част от Пали канона (колекция от текстове, върху които е основана Теравада), които изглежда се оказват в подкрепа на идеята, че Буда е преподавал на междинен етап между този живот и следващия.

### Причините за страданието и разрешаването им

#### Четирите благородни истини
Четирите благородни истини са основни в учението на будизма като те предоставят идейната структура на будистката мисъл. Тези четири истини обясняват естеството на дукха (страдание, безпокойство, недоволство), неговите причини и как то може да бъде преодоляно. Те могат да бъдат обобщени както следва:
1. Истината за дукха (страдание, безпокойство, недоволство)
2. Истината за произхода на дукха
3. Истината за прекратяването на дукха
4. Истината за пътя, който води до прекратяване на дукха

Първата истина обяснява природата на дукха. Дукха обикновено се превежда като „страдание“, „страх“, „недоволство“, „безпокойство“ и др. Тя има следните три аспекта:
- очевидното страдание на физическите и психически заболявания, старостта и смъртта;
- безпокойството или стреса за опит за задържане на човека върху неща, които постоянно се променят, и
- финото недоволство, проникващо във всичките форми на живота, което се дължи на факта, че всички форми на живот са непостоянни и постоянно променящи се.[44]

Втората истина е, че произхода на дукха може да се познае. В контекста на четирите благородни истини, произхода на дукха често се обяснява като жажда (пали: танха), обусловена от невежество (пали: авиджа). На по-дълбоко ниво основната причина за дукха се идентифицира като невежество (Пали: авиджа) на истинската същност на нещата. Третата благородна истина е, че пълното прекратяване на дукха е възможно, а четвъртата благородна истина посочва пътя към прекратяването.

#### Благородният осмократен път
Благородния осмократен път е четвъртата от Четирите благородни истини и е пътят към прекратяване на страданието (дукха). Тя има осем секции, всяка от които започва с думата „самяк“ (от санскрит означава „правилно“, „подходящо“ или „добро“, често превеждани на английски като „правилно“) и представени в три групи, известни като три висши обучения. (Пали преводите се появяват в скоби след тези от санскритски):
- праджня е мъдростта, която пречиства ума, което позволява да се постигне духовно вникване в истинската природа на всички неща. Тя включва:

1. дирсти (дитхи): виждане на реалността такава, каквато е, а не такава, каквато изглежда, че е;
2. самкалпа (санкалпа): намерението за себеотрицание, свобода и безвредност.

- сила е етика или морал и „въздържание“ от вредни дела. Тя включва:

1. вак (вака): говорене по честен и безболезнен начин;
2. карман (камманта): действане по безвреден начин;
3. адживана (аджива): безвреден начин на живот.

- самади е умствена дисциплина, необходима за разване на пълно господство над собствения ни ум. Това се постига чрез практикуването на различни съзерцателни и медитативни

1. виаяма (ваяма): усилия за подобряване;
2. смирти (сати): съзнаване да се видят нещата такива каквито са с чисто съзнание, да бъдеш осъзнат за настоящата действителност в себе си без никакво желание или нежелание;
3. самадхи (самадхи): правилна медитация и концентрация, обяснени просто като първите четири джхани.

Практиката на Благородния осмократен път се разбира по два начина, като изискване едновременно за развитие на (всички осем точки практикувани парарелно) и като постепенна поредица от етапи, чрез които практикуващият задвижва, където кулминацията на един етап води до началото на друг.

#### Четирите Неизмерими
Докато търси просветление, Гаутама комбинира йога практиката на своя учител Калама с това, което по-късно става известно като „неизмеримите“. Така, Гаутама оставя на света един нов вид човешка мотивация, в която няма егоизъм. Както Тик Нят Хан ги нарича „Четири неизмерима ума“ на любовта, състраданието, радостта и невъзмутимостта, познати като брахмавихари, божествени жилища или просто като четирите неизмерими. Пема Чодрьон ги нарича „четирите неограничени“.Може би най-известната е четвъртата, наречена метта. Четири Неизмерими се преподават като форма на медитация, която развива „благоразумно отношение към всички живи същества.“:
1. Нека всички съзнателни същества имат щастие и причините за него,
2. Нека всички съзнателни същества да бъдат свободни от страданието и причините за него,
3. Всички съзнателни същества никога не бъдат отделени от блаженство без страдание,
4. Нека всички съзнателни същества живеят в равнопоставеност, свободни от предразсъдъци, привързаност и гняв.[52]

#### Средния път
Средния Път(или Средната пътека) е важен ръководен принцип будистката практика, който се счита, че е бил открит от Гаутама Буда преди неговото просветление. Средният път има няколко черти:
1. Практиката на некрайността: пътя на умереността далеч от крайностите на самодоволство и самостоятелно умъртвяване;
2. Средното положение между определени метафизични възгледи (например, че нещата в крайна сметка същестувуват или не съществуват);[53]
3. Обяснение за нирвана (съвършено просветление), състояние, в което става ясно, че всички явни двойствености в света са илюзорни (виж Сеонгчеол);
4. Липса на присъщо съществуване, която избягва крайностите на постоянството и нихилизма и представлява присъщото съществуване и небитие. Това е другия термин за пустота, върховната природа на всички явления (в клона Махаяна).

### Природата на съществуването
Будистките учени са създали забележително количество интелектуални подходи, философии и световни концепции (виж, например, Абидхарма, будистка философия и реалност в будизма). Някои школи на будизма не одобряват ученето по тази доктрина докато други школи го смятат за основна практика.
В най-ранните будистки учения, споделени до известна степен от всички съществуващи школи, понятието за освобождение (нирвана), която е целта на будистката пътека е тясно свързана с правилното разбиране на това как в ума възниква страдание. В пробуждането за истинската същност на вкопчването, човек развива безпристрастност към обектите на вкопчването и е освободен от страданието (дукха) и цикъла на непрестанни прераждания в самсара. За тази цел Буда препоръчва всички явления да се виждат като обусловени от трите характеристики на съществуването.

#### Трите белега на съществуването
Три белега на съществуване са непостоянството, страданието, а не-аза.
Непостоянството (пали: анича) изразява идеята, че всички съставни и условни явления (всички неща и преживявания) са временни, неустойчиви и непостоянни. Всичко, което може да се опита чрез нашите сетива се състои от части и съществуването му зависи от външни условия. Всичко е в постоянно движение, и така постоянно се променят условията и самото нещо. Нещата непрекъснато идват, за да бъдат и престават да бъдат. Тъй като нищо не трайно, няма присъщ и постоянен характер на всеки обект или преживяване. Според учението на непостоянството, животът въплъщава тази поток в процеса на староеене, в цикъла на преражданията (самсара) и във всяко преживяване и загуба. Тази доктрина твърди, че, защото нещата са непостоянни, привързаността към тях е безсмислена и води до страдание (дукха).
Страданието (пали: दुक्ख дукха; санскрит दुःख духкха) също е основно понятие в будизма. Думата приблизително съответства на броя на термините в английския език, включително страдание, болка, незадоволеност, тъга, скръб, тревога, недоволство, дискомфорт, мъка, стрес, мизерия и фрустрация. Въпреки че терминът често се превежда като „страдание“, неговото философско значение е по-аналогично на „безпокойство“ като състояние, което е нарушено. Като такова, „страдание“ е твърде ограничен превод като „негативни емоционални допълнителни значения“, което може да създаде впечатление, че будисткия начин на мислене е песимистичен, но будизма се стреми нито да сме песимисти или оптимисти, а реалисти. В будистката литература на английски език думата „дукха“ в превод от пали често са остава непреведена, така че да се обхване пълната гама на значението ѝ.
Не аз (пали: анатта; санскрит: анатман) е третият белег на съществуване. След внимателно изследване, човек установява, че никое явление е реално „аз“ или „мое“; в действителност тези понятия са изградени от ума. В тесктовете на Никая анатта то не се разбира като метафизично твърдение, а като подход за получаване на освобождаване от страданието. В действителност, Буда отхвърля метафизичните твърдения „Аз имам аз“ и „Аз нямам аз“ като онтологични възгледи, които вързват човека към страданието. Когато питат дали аз е идентичен с тялото, Буда отказва да отговори. Чрез анализиране на постоянно променящите се физически и психически съставки (скандхи) на лице или предмет, практикуващият стига до заключението, че нито съответните части, нито лице като цяло се състоят от аз.

#### Зависим произход
Учението за пратитясамутпада е важна част от будистката метафизика. То гласи, че явленията възникват заедно в общо взаимозависими мрежа на причина и следствие. На английски език се тълкува като „зависимо възникване“, „условен генезис“, „зависимо сътрудничество“, „взаимнозависимо възникване“ и „евентуалност“.
Най-добре познатото прилагане на концепцията на пратитясамутпада е схемата на Дванадесетте Нидан (от пали „нидана“, което означава „причина, основа, източник и произход“), които обясняват продължаването на цикъла на страдание и прераждане (самсара).
Дванадесетте нидан описват причинната връзка между последващите характеристики и условия на цикличното съществуване, всяко от които води до възникване на следващото:
1. Авидя: невежество, и по-специално духовно невежество върху природата на реалността;[59]
2. Самскари: букв.пр. образувания, обяснени като отнасящи се към карма;
3. Виджнана: съзнание, и по-специално дискриминаращо;[60]
4. Намарупа: букв.пр. име и форма, отнасящи се до ума и тялото;[61]
5. Садаятана: основите на шестте сетива: те са очите, ушите, носа, езика, тялото и умствения орган;
6. Спарса: различно превеждана като контакт, впечатление, стимулиране (от сетивен обект);
7. Ведана: обикновено се превежда като усещане: това е „хедоничния тон“, т.е. дали или не нещо е приятно, неприятно или неутрално;
8. Тришна: букв.пр. жажда, но в будизма почти винаги се използва да означава желание;
9. Упадана: придържане или сграбчване, думата означава също гориво, което захранва цикълът на прераждане;
10. Бхава: букв.пр. да съществуваш или да станеш. (Теравада обяснява това, което има две значения: кармата, която произвежда ново съществуване, както и самото съществуване);[62]
11. Джати: буквално раждане, но животът се разбира като начало на зачеването;[63]
12. Джарамарана: (старост и смърт), а също и сокапаридевахкхадаурманасйопаяса (скръб, плач, болка, тъга и страдание).

Съзнателните същества винаги страдат в цялата самсара, докато не се освободят от това страдание чрез постигане на нирвана. Тогава отсъствието на първия нидан, който е невежеството (авидя), води до липсата на останалите единадесет.

#### Пустота
Махаяна будизма получава значителна теоретична основа от Нагарджуна (най-вероятно през 150 – 250 г.), който може би е най-влиятелния учен в махаянската традиция. Основния принос на Нагарджуна за будистката философия е систематичното изложение на концепцията за шунята или за „пустотата“, която е широко утвърдена в Праджняпарамита сутрите, които се появяват през неговата епоха. Концепцията за пустотата обединява други ключови будистки учения, по-специално анатта и пратитясамутпада (зависим произход), за да опровергае метафизиката на Сарвастивада и Саутрантика (изчезнали немахаянски школи). За Нагарджуна не просто съзнателните същества са изпразнени на атман; а всички явления (дхарми) са без никаква свабхава (буквално „собствена природа“ или „природа“), и по този начин всички те са без никакви същност; те са „празни от това да бъдат независими“, като по този начин неправоверните теории за свабхава, циркулиращи по това време били опровергани въз основа на ученията от началото на будизма. Школата на мисълта на Нагарджуна е известна като Мадхямака. В някои от писанията Нагарджуна дава изрични препратки към текстове от Махаяна, но неговата философията е заявена в рамките на параметрите, определени от агама. Той стига до тези твърдения от желание да се постигне постоянно тълкуване на учението на Буда, както е записано в Будисткия канон. В очите на Нагарджуна, Буда не само е предвестник, но е и самият основател на системата Мадхямака.
Учения на Сарвиставада, които били критикувани от Нагарджуна, след това били преформулирани от учени като Васубандху и Асанга и били адаптирани в школата Йогачара (санскрит: йога практика). Докато школата Мадхямака приела, че утвърждаването на съществуването или несъществуването на всяко истинско нещо, в крайна сметка е неподходящо, някои представители на Йогачара, твърдят че умът и само умът е в крайна сметка е реален (доктрина известна като читтаматра). Не всички йогачарити твърдят, че умът наистина е съществуващ, например Васубандху и Асанга не подкрепят това твърдение. Тези две философски школи, в опозиция или синтез, формират основата на по-късната метафизика на Махаяна в индо-тибетската традиция.
Освен върху пустотата, Махаяна школите често поставят акцент върху понятията за усъвършенстване на духовно прозрение (праджняпарамита) и Буда-природата (татхагатагарбха). Съществуват противоречиви тълкувания на татхагатарбха' в махаянската мисъл. Идеята може да бъде проследена до Абхидхарма, и в крайна сметка до изявленията на Буда в Никаите. В тибетския будизъм, според школата Сакя, татхагатарбха е неделимостта на яснотата и пустотата на ума. В Ниингма, татхагатарбха като цяло също се отнася за неделимостта на яснотата и пустотата на ума. Според школата Гелуг, това е потенциал за съзнателните същества, за да се събудят, защото те са празни (т.е. в зависим произход). Според до школата Джонанг, тя се отнася до естествените качества на ума, които се изразяват като всезнание и т.н., когато са отстранени случайните замъглявания. „Татхагатагарбха сутри“ са колекция от сутри на Махаяна, които представляват образец на Буда-природата. Въпреки че обикновено тази колекция се отхвърля в Индия, Източно-азиатския будизъм придава значимост на тези текстове.

### Нирвана
Нирвана (санскрит; пали: „ниббана“) означава „прекратяване“, „изчезване“ (на жаждата и невежеството, заради които се появява страданието и цикълът на неволни прераждания (самсара), „изгасване“, „спокойствие“, „успокоение“; е известен също като „пробуждане“ или „просветление“ на Запад. Това е определение за някой, който е постигнал нирвана, включително Буда, е арахант.
Бодхи (пали и санскрит, деванагари: बॊधि) е термин, използван за преживяването на пробуждането на араханти. Бодхи буквално означава „пробуждане“, но това по-често се превежда на английски като „просветление“. В началото на будизма, бодхи носи смисъла синоним на нирвана, използвайки само няколко различни метафори, за да опише опита, което предполага изчезването на рага (алчност, жажда), доса (омраза, отвращение) и моха (заблуда). В по-късната школа на Махаяна будизма, състоянието на нирвана е понижено в някои писания, отнасяйки се само за изчезването на алчността и омразата, което означава, че заблудата все още присъства в човека, който е постигнал нирвана и че е необходимо да се постигне бодхи, за да се изкорени заблудата:

Важно развитие в Махаяна [е], че дошло време за разделяне на нирвана от бодхи („пробуждане“ за истината, просветление), както и да се постави на по-ниска стойност първото (Гомбрих, 1992-ра). Първоначално нирвана и бодхи се отнасят до едно и също нещо, те просто използват различни метафори за преживяването. Но традицията Махаяна ги разделя и счита, че нирвана се отнася само до изчезването на жаждата (страстта и омразата), с произтичащото от това бягство от цикъла на прераждане. Това тълкуване пренебрегва третия пожар, заблудата: изчезването на заблудата и разбира се, в началото на текстовете, идентични с това, което може да бъде положително, изразена като гнозис или просветление.
Ричард Ф. Гомбрих

Ето защо, според Махаяна будизма, араханта постига само нирвана, като по този начин все още е обект на заблуда, докато бодхисатва не само постига нирвана, но също и пълно освобождение от заблудата. Така той постига бодхи и става буда. В Тхеравада будизма, бодхи и нирвана имат едно и също значение, както в ранните текстове, което е освобождение от алчност, омраза и заблуда.
Терминът паринирвана също се среща в будизма и се отнася обикновено до пълната нирвана, постигната от араханта при смъртта, когато физическото тяло издъхва.

### Буда епохи
Будистите считат, че Гаутама Буда е бил първият човек, който е постигнал просветление в тази будистка ера и затова се установява със създаването на будизма. Ерата на Буда е историческият период, през който хората помнят и практикуват ученията на най-ранния буда за съответния период. Тази епоха на Буда приключва, когато всички знания, доказателства и цялото учение на Гаутама Буда изчезнат. Според това разбиране много Буда епохи са започвали и завършвали през историята на човешкото съществуване Тогава Гаутама Буда е „Будата на тази епоха“, който преподава пряко или косвено на всички други буди в нея.
В допълнение Махаяна будистите вярват, че има безброй други буди в други вселени. А коментар в Теравада казва, че будите възникват един по един път в този земен елемент, а не в други. Разбиранията по този въпрос отразяват широко различните тълкувания на основни термини, като „земната сфера“, между различните школи на будизма.
Идеята за упадък и постепенното изчезване на учението е широко застъпена в източноазиатския будизъм. В будизма на Чистата земя се смята, че упадъкът на практикуване на ученията е достигнал точката, в която малцина са в състояние да следват пътя, така че е най-добре да се разчита на силата на Буда Амитабха.

## Практика

### Преданост
Предаността е важна част от практиката на повечето будисти. Молитвените практики включват поклони, дарове, пилигримство и пеене. В школата на Чистата Земя на будизма, предаността към Буда Амитаба е основна практика. А в Ничирен будизма, предаността към Лотусовата сутра е основната практика.

#### Йога
Традиционно будизма включва състоянията на медитативна вглъбеност (пали: джхана; скт.:дхяна). Най-древният издържан израз на йогически идеи се намира в началото на проповедите на Буда. Едно от ключовите новаторски учения на Буда е, че медитативната вглъбеност трябва да се съчетава с освобождаващо познание. Разликата между учението на Буда и йога, представена в ранните брамински текстове е впечатляваща. Медитативните състояния сами по себе си не са края, според Буда, дори и най-висшето медитативно състояние не е освобождаващо. Вместо да се стига до пълно спиране на мисълта, трябва да се извършва определена умствена дейност, а именно освобождаващо познание въз основа на практиката на будна осъзнтост.
Медитацията е един от аспектите на практиката на йогите през вековете преди Буда. Буда създал и развил своите медитативни техники на основата на ангажираността на йогите със самоанализ, но отхвърлил техните теории за освобождение. В будизма, пълното съзнание и ясното съзнание, трябва да бъдат усъвършенствани по всяко време, но в най-ранните будистки йогийски практики не съществува такова предписание. Например, един йога от браминската традиция не трябва да практикува по време на дефекация, докато един будистки монах следва да направи това.
Религиозното знание и „визия“ е било посочено като резултат на практика, както във, така и извън рамките на будисткия път. Според Саманапхала сутта, този вид визия възниква за будисткия познавач в резултат на съвършенството на „медитация“, комбинирана със съвършенството на „дисциплина“ (пали: сила; скт.: сила). Някои от медитативни техники на Буда били споделени с другите традиции по неговото време, но идеята, че обикновено етиката е свързана с постигането на „трансцендентна мъдрост“. (пали: панна; скт.: праджня) е оригинална.
Будистките текстове са може би най-ранните съществуващи, описващи медитативни техники. Те описват медитативни практики и състояния, които са съществували преди Буда, както и тези, които за пръв път били разработени в рамките на будизма. Две от упанишадите, написани след възхода на будизма съдържат изчерпателни описания на йога като средство за освобождение.
Въпреки че няма убедително доказателство за медитация в будистки добудистките ранни брамински текстове, Уин твърди, че безформената медитация произхожда от браминската или от шраманската традиция, основана върху силните паралели между космологичните твърдения в Упанишада и на медитативни цели на двама от учителите на Буда, както е записано в най-ранните будистки текстове. Той споменава и други възможности като по-малко вероятни. Като той твърди, че космологичните твърдения в упанишадите отразяват традицията на съзерцаването, той твърди, че Насадя Сукта съдържа доказателства за традиция на съзерцаването, датиращо от късния Риг Ведически период.

#### Убежище в Трите скъпоценности
Традиционно първата стъпка в повечето будистки школи изисква убежище в Трите скъпоценности (санскрит: три-ратна, пали: ти-ратана), тъй като в основата на религиозната практика. Практиката на приемане на убежище от името на млади и дори на неродени деца се споменава в Мадджхима никая, призната от повечето учени като ранен текст (вж. детско кръщение). В Тибетския будизъм понякога се добавя четвърто убежище, в лама. В Махаяна, човек, който избира пътя на бодхисатва прави обет или вричане като върховен израз на състрадание. В Махаяна Трите скъпоценности се възприемат като притежаващи една трайна и неизменна същност и като имащи необратимо въздействие: „Трите скъпоценности имат качеството на съвършенството. Точно както истинските бижута никога не променят своите способности и качества, независимо дали са надценявани или подценявани, така са и Трите скъпоценности (Убежища), защото те имат една вечна и неизменна същност. Тези Три скъпоценности донасят плод, който не се променя, след като веднъж човек е достигнал просветление, той няма възможност да падне обратно в страданието.“.
Трите скъпоценности са:
- Буда. Това е термина за тези, които са достигнали нирвана. Вижте също Татхагата и Гаутама Буда. Буда може да бъде представен и като понятие, а не като конкретен човек: съвършена мъдрост, която разбира Дхарма и възприема реалността в истинската ѝ форма. В Махаяна будизма, Буда може да се разглежда като върховното убежище: „Буда е Еднственото абсолютно убежище. Буда е нетленен, вечен, неразрушим и Абсолютно убежище“.[92]
- Дхарма. Учения или закон на природата, разяснени от Гаутама Буда. По този начин може, по-специално в Махаяна, загатва основната и поддържаща реалност, която е неразделна част от Буда.
- Сангха. Онези, които са достигнали до всеки от четирите етапа на просветление, или просто общество на монаси.

В свещените писания Гаутама Буда е представен като пример. Дхарма предлага убежище чрез предоставяне на насоки за освобождение от страданието и постигането на нирвана. Сангха се счита, че предоставя убежище чрез запазване на автентичните учения на Буда и предоставя допълнителни примери, че истината на ученията на Буда е постижима.

### Будистка етика
Сила (на санскрит) или Сила (на пали) обикновено се превежда на английски като „добродетелно поведение“, „морал“, „етика“ или „правило“. Това е действие, извършено чрез тялото, речта и ума, и включва съзнателно усилие. Той е една от трите практики (сила, самадхи и паня) и втората парамита. Тя се отнася до морална чистота на мисълта, думите и делата. Четирите условия на сила са целомъдрие, спокойствие, тишина, и унищожаването на егото.
Сила е в основата на отглеждането на Самадхи /бхавана (Медитативно отглеждане) или отглеждане на ума. Поддържане на правилата насърчава не само спокойствие в ума на култиватора, който е вътрешен, но също и мир в общността, който е външен. Според закона на карма, спазването на етичните правила е похвално и то действа както причините, които биха довели до мирни и щастливи резултати. Поддържането на тези предписания предпазва практикуващия от прераждане в злочестите четири сфери на съществуването.
Сила се отнася до общите принципи на етичното поведение. Има няколко нива на сила, които съответстват на „основен морал“ (пет предписания), „основен морал с аскетизъм“ (осем предписания), „начинаещо монашество“ (десет предписания) и „монашество“ (Виная или Пратимокша). Миряните обикновено се задължават да живеят по петте правила, които са общи за всички будистки школи. Ако желаят, те могат да изберат да спазват осемте предписания, които са допълнение към основния аскетизъм.
Петте правила са тренировъчни правила, за по-добър живот, в който човек е щастлив, без да се безпокои, и да може да медитира успешно:
1. Да се въздържа от отнемането на живот (ненасилие към всички съзнателни форми на живот), или ахинса;
2. Да се въздържа от вземане на това, което не е дадено (да не краде);
3. Да се въздържа от плътско (включително сексуално) неправилно поведение;
4. Да се въздържа от лъжи (винаги да се казва истината);
5. Да се въздържа от упойващи средства, които водят до загуба на ясна осъзнатост (по-специално от наркотици и алкохол).

Предписания не са формулирани като императиви, а като тренировъчни правила, които миряните спазват доброволно, за да улеснат практиката си. В будистката мисъл, отглеждането на дана и етичното поведение се усъвършенстват в съзнанието до такова ниво, че прераждане в една от по-ниските сфери на рая е вероятно, дори и ако не се приложи по-нататъшна будистка практика. Няма нищо неправилно или небудистко в ограничаването на целите на нечии постижения до това ниво.
В осемте предписания, третото правило за сексуално неправилно поведение е по-строго, и се превръща в правило за безбрачие. Трите допълнителни правила са:
6. Да се въздържа от ядене в грешното време (яде само от изгрев до пладне);
7. Да се въздържа от танцуване и свирене на музика, носене на бижута и козметика, участие в предавания и други мероприятия;
8. Да се въздържа от използване на високи или луксозни седалки и постелки.
Пълният списък от десет предписания могат да се спазват от миряните за кратки периоди от време. В пълния списък на предписанията, седмото правило е разделено на две и е добавено десето:
6. Да се въздържа от храна в неуместно време, т.е. след храненето в средата на деня;
7. Да се въздържа от танци, музика, пеене и непристойни прояви;
8. Да се въздържа от използването на гирлянди, парфюми, мазила, и от нещата, които са склонни да прославят и украсяват (човека);
9. Да се въздържа от (употребата) на високи и луксозни места (и легла);
10. Да се въздържа от приемане на злато и сребро;
За практикуващите учението, високият морал и духовните практики способстват духовното съвършенство.

### Монашески живот
Виная е специфичен морален кодекс за монаси и монахини. Той включва Пратимокша, който представлява комплект от 227 правила за монасите в теравадинов вариант. Точното съдържание на Виная питака (свещените писания на Виная) е малко по-различен според различните школи различните подшколи имат различни стандарти за степента на придържане към Виная. Начинаещите монаси използват десетте предписания, които са основните правила на монашеството.
По отношение на монашеските правила, Буда постоянно напомня на слушателите си, че това е духът, който има значение. От друга страна, самите правила са предназначени за осигуряване на удовлетворяващ живот и за да се осигури добър трамплин за високи постижения. Монашеството е инструктирано от Буда, да живеят като „острови за самите себе си“. В този смисъл, живот какъвто виная го предписва, е, както един учен казва: „повече от само средство към целта: тя е почти самоцел“.
В източния будизъм, също се отличават Виная и будистката етика, които се съдържат в рамките на Махаяна Брахмаджала сутра (да не се бърка с текст на Пали със същото име) за бодхисатви, където например яденето на месо е забранено и вегетарианството е активно насърчено. В Япония то почти е напълно изместило монашеската виная и позволява на духовенството да се жени.

### Медитация
Будистка медитация е основно се занимава с две теми: преобразуването на ума и неговото използване, за изследване на себе си и други феномени. Според Теравада будизма, Буда преподавал два вида медитация, шамата медитация (санскрит: шамата) и випасана медитация (санскрит: випасяна). В китайския будизъм, те съществуват (в превод чжи куан), но Чан (Дзен) медитация е по-популярна. Според Питър Харви, когато будизмът е бил растящ, не само монаси, монахини и омъжените лами, но също така и повечето от ангажимените обикновени хора са практикува медитация. А според енциклопедия Роутледж, на будизма, в контраст, през цялото време на будистката история преди модерните времена, сериозно медитация сред обикновените хора е била необичайна. Доказателства в ранните текстове показват, че по времето на Буда, много мъже и жени миряни са практикували медитация, а някои дори до точката на владеене на всичките осем джани (виж следващия раздел по отношение на тези).

#### Самадхи (развиване на медитация): шамата медитация
В езика на Благородния осмократен път, самяксамади е „правилна концентрация“. Основното средство за култивиране на самадхи е медитация. При развитието на самадхи, ума се очиства от замърсявания и е спокоен, необезпокояван и светъл.
След като медитиращия постига силна и мощна концентрация (джана, санскрит ध्यान дхяна), умът му е готов да проникне и да получи прозрение (випасана) в крайната природата на реалността, получавайки в крайна сметка освобождаване от всички страдания. Развиването на пълно съзнание е от съществено значение за умствената концентрация, която е необходима за постигане на прозрение.
Медитацията шамата започва от запомнянето на един обект или идея, като се разширяват до тялото на човека, ум и цялото обкръжение, което води до състояние на пълна концентрация и спокойствие (джана). Има много варианти на стила на медитация, от сядане с кръстосани крака и коленичене до пеене или ходене. Най-честият начин на медитацията е човек да се концентрира върху дъхът си (анапанасати), защото тази практика може да доведе до шамата и випасана".
В будистката практика се казва, че докато медитацията шамата може да успокои ума, само медитацията випасана може да разкрие как умът е бил нарушен в началото, за да се започне с това, което води до знанието (джнана, пали: нана) и разбирането (праджна, пали: панна), и по този начин може да доведе до нирвана (пали: ниббана). Когато човек е в джана всички замърсявания са временно потиснати. Единствено разбирането (праджна и випасана) премахват напълно замърсяванията. Посочва се също, че арахантите спазват джнаните, за да отпочиват.

##### Теравада
В Теравада будизма, причината за човешкото страдание и съществуване е отъждествена като непреодолимо желание, което носи със себе си различни замърсявания. Тези различни замърсявания традиционно се обобщават като алчност, омраза и заблуда. Според будизма те са дълбоко вкоренени страдания на ума, които създават страдание и стрес. Да бъде човек свободен от страдания и стреса, тези замърсявания, трябва да бъдат изкоренени завинаги чрез вътрешно изследване, анализ, практика, и разбиране на истинската природа на тези замърсявания чрез използване на джхана, която е техника на Благородния осмократен път. Което води медитиращия до реализиране на Четирите благородни истини, просветление и ниббана. Ниббана е крайната цел на теравадините.

#### Праджна (мъдрост): випасана медитация
Праджна (санскрит) или панна (Пали) означава мъдрост, която се основава на реализацията на зависимия произход, Четирите благородни истини и трите белега на съществуване. Праджна е мъдростта, която е в състояние да потуши страданията и да доведе до бодхи. Основното средство за постигане на нирвана е чрез разкриването на истинската същност на всички неща като дукха (незадоволеност), анича (непостоянството) и анатта (не аз). Праджна е посочена също като шеста поред от шестте парамити в Махаяна.
Първоначално праджна се постига на теоретично ниво чрез слушане на проповеди (дхарма разговори), четене, изучаване, а понякога и с рецитиране будистки текстове и ангажиране в беседа. След като теоретичното разбиране е постигнато, то се прилага във всекидневния живот, така че всеки будист може да провери истинността на учението на Буда на практическо ниво. Видимо на теория човек може да постигне нирвана във всяка точка на практиката, независимо дали в дълбока медитация, слушане на проповед, провеждане на работа в ежедневния живот на човек, и във всяка друга дейност.

#### Дзен
Дзен (禅), изговаря се Чан на китайски, Seon на корейски и дзен на японски (произлиза от санскритския термин дхяна, което означава „медитация“) е форма на будизма, която става популярна в Китай, Корея, Виетнам и Япония като поставя специален акцент върху медитацията. Дзен поставя по-слабо ударение върху изучаването на свещените писания в сравнение с някои други форми на будизма и най-вече се фокусира върху прякото откриване на Буда-природата.
Дзен Будизмът се дели на две основни школи: Риндзай (临 済 宗) и Сото (曹洞宗), като първата от тях отдава предпочитание на употребата на коани по време на медитация (公案, медитивна загадка или пъзел) като средство за духовен пробив, и втората (макар че със сигурност също използва коани) се фокусира повече върху шикантадза или „простото седене“.
В Дзен-будистките методи често се използват парадокси, с цел да се отслаби хватката на егото и да се улесни навлизането в сферата на Истинската същност или на Безформения аз, който се отъждествява със самия Буда. Според дзен учителя Кошо Учияма, „когато мислите и фиксацията върху малко „аз“ се издигнати, от събудим за реалността на живота, която работи извън тях, ние откриваме аза, който живее универсален недвойствен живот (преди разделянето на две), който прониква във всички живи същества и цялото съществуване.“. Затова мисленето и мисълта не трябва да се ограничават и да се свързват помежду си.

#### Ваджраяна и Тантра
Основан върху Махаяна, тибето-монголския будизъм е една от школите, която практикува Ваджраяна или „Диамантената колесница“. Той приема всички основни концепции на Махаяна, но включва и широк спектър от духовни и физически техники, предназначени за подобряване на будистката практика. Тантра будизма отдава важно значение на обредните и медитивни практики. Един от елементите на Ваджраяна е овладяване на психо-физическа енергия чрез ритуал, визуализация, физически упражнения и медитация като средство за развиване на ума. Твърди се, че чрез използването на тези техники практикуващият може да постигне просветление в рамките на един живот и дори за по-малко от три години. В тибетската традиция, тези практики могат да включват сексуална йога, макар и само за някои много напреднали практикуващи.

## История

### Корени на будистката философия
В исторически план, корените на будизма произлизат в религиозната мисъл на древна Индия през втората половина на първото хилядолетие пр.н.е. Това е период на социални и религиозни сътресения, тъй като е имало огромно недоволство, заради жертвоприношенията и ритуалите на ведическия браманизъм. Той бива поставен под съмнение от редица нови аскетични религиозни и философски групи и учения, които прекъснали връзката си с браминската традиция и отхвърлели авторитета на Ведите и брахманите. Тези групи, чиито членове са познати като шрамани са продължение на неведическа нишка на индийската религиозна мисъл, която е самостоятелна от индо-арийския брахманизъм. Учените имат всички основания да считат, че понятия като самсара, карма (в смисъл на влиянието на морала на прераждане) и мокша произхождат от духовните вярвания на шраманите, които по-късно се възприемат и в браминския индуизъм.
Тази гледна точка е подкрепена от проучване на района, където тези понятия са възникнали. Будизма възниква в Великото царство Магадха, което се простира от Шравасти, столицата на Косала на северозапад до град Раджгир на югоизток. Тази земя на изток от арияварта, земята на ариите е призната като неведическа. Други ведическите текстове разкриват омразата на населението от Магадха към брахманизма, защото магадхите по това време все още не са били приели брахманизма. Това положение се променя през II и III век пр.н.е., когато на изток в по-голяма част от Магадха разпространението на брахманизма е вече значително.

## Школи и традиции
След като постига просветление, Буда дава множество учения до края на живота си. Тези учения не са били категоризирани както сега, но се различавали според индивидуалните нужди на учениците, които идвали при него за поучения. По-късно будистките последователи формално раздели тези учения и така систематизирали до голяма степен огромните по обем учения.
Понастоящем будистките учения могат да се разделят основно на 3 главни групи: южен будизъм (Тхеравада) и източен будизъм (Махаяна), както и северен будизъм(Ваджраяна), който обаче философски принадлежи към традицията на Махаяна. Отделно внимание заслужава и традицията на Дзен (Зен) като част от Махаяна.

### Теравада
Произлиза директно от първите монаси, които са приели ученията директно от Буда. Днес от множеството школи на Хинаяна будизма е останала само школата Теравада, разпространена основно в Южна и Югоизточна Азия: Шри Ланка, Лаос, Тайланд, Камбоджа, както и отчасти в Китай, Виетнам, Малайзия и Сингапур.
Основна цел в практиката на Теравада е постигането на собственото освобождение от страданието. Теравада учи, че това страдание е причинено от състояния на ума като алчност (желание), омраза и илюзия. Освобождението от своя страна може да бъде постигнато чрез прилагане в практиката на ученията за Четирите благородни истини и Благородния осмократен път. Теравада учи окуражаването на полезните (благоприятни) състояния на ума, избягването на вредните (неблагоприятни) състояния на ума, и тренирането на ума в медитация. Теравада е чиста откъм ритуали традиция с основен акцент върху изучаване на ученията.

### Махаяна
Подчертава безграничното, универсално състрадание или себеотрицание. Цел е алтруистичното постигане на пробудения ум (бодхичита), като средство и знание как най-ефективно да се помогне на другите да постигнат нирвана. За разлика от Теравада, където на преден план е постигането на собственото просветление чрез собствени усилия, в Махаяна основна роля заема бодхисатва-идеала. Бодхисатвите са същества, които като хора са успели да постигнат просветление (бодхи), но са се отказали от влизане в паринирвана, за да могат ефективно да помогнат на всички други хора, в крайна сметка и на всички други същества, също така да постигнат тази цел. Ударение се поставя често на осъзнаването на пустотата (шунята) и Буда природата във всяко живо същество. Основни текстове в Махаяна са Диамантената сутра, Сърдечната сутра и Лотосовата сутра.
Последователите на Махаяна считат това учение като съдържащо ученията на Теравада. Махаяна будизмът в чистата си форма е разпространен най-вече в Китай, Япония, Корея и Виетнам. В Тибет, Хималайските региони и Монголия е разпространена форма на Махаяна, наречена Ваджраяна, която ще бъде разгледана по-долу. Други значими школи в Махаяна са Дзен (Зен), и Амитаба.

### Ваджраяна
Ваджраяна съдържа всички основни концепции на Махаяна, но включва и много т.нар. умели методи (санскрит упая), които при връзка с автентичен учител с приемственост могат многократно да ускорят духовната реализация. Подобно на индуистката система те носят името тантра, но за да не се смесват понятията следва да се добавя „будистка“ поради различните цели, посочени от съответните учители. Тези умели методи включват взимане на убежище, визуализация или по-скоро медитация с Буда – форми, рецитиране на мантри, ритуали, посвещавания и гуру-йога (обединение с ума на учителя), които имат за цел бърза трансформация на ума за постигането на пълна реализация за благото на всички същества.
Ваджраяна обръща особено внимание на директното непосредствено предаване от учител на ученик. Ученията включват ритуали и практики, които се изучават само постепенно директно от квалифициран учител (лама). Поради тази причина Ваджраяна се възприема като езотерично учение в рамките на Махаяна, за разлика от екзотеричните, обществено достъпни практики на другите школи.
Според ученията на Ваджраяна Буда е представил първо основите на ученията си на всичките си последователи, които се обърнали към него за помощ (учения, станали известни като Теравада), след това предал по-висшата част от ученията си само на ограничен кръг от напреднали ученици, които имали мотивацията да постигнат Просветление за благото на всички същества (учения, известни като Махаяна), и накрая на най-откритите и силни умове предал ученията, които са познати като Ваджраяна.
Четирите основни школи на Ваджраяна са:
- Нингма – най-старата школа, водеша началото си от Падмасамбхава (VIII в.н.е.)
- Кагю – линията на устната приемственост, започнала от индийския махасидха Тилопа (988 – 1069)
- Сакя – където се обръща основно внимание на сутрите и личното обучение (XI в.н.е.)
- Гелугпа – или добродетелните, линията на Далай Лама (XIV в.н.е.).

Ваджраяна е разпространена форма на будизма в Тибет, Бутан, Непал, Индия, Сиким, Монголия, отделни школи в Япония и Китай. На Запад е познат като тибетски будизъм или вече считания за неправилен термин ламаизъм.

### Дзен
Ученията на Дзен будизма произлизат основно в Махаяна сутрите, създадени в Индия и Китай (Диамантената сутра, Сърдечната сутра, Лотусовата сутра). Дзен будизмът е част от Махаяна будизма, и като такъв се придържа към основните елементи на будистката философия: ученията за Четирите благородни истини, Осмократния път, петте предписания и петте скандхи, трите характеристики на съществуването. Дзен съдържа и учения, специфични за Махаяна, като например бодхисатва идеалът.
Дзен води началото си от Китай, където будисткият монах Бодхидхарма разпространява ученията на Буда. Тези учения стават известни като Чан, като тяхната поява и развитие са тясно свързани и с традиционните даоистки учения в Китай. Впоследствие Дзен се разпространява и намира най-силно развитие в Япония (Дзен е японската транскрипция на китайското наименование Чан).
Основният инструмент и същността на Дзен е седяща медитация (дзадзен на японски). По време на дзадзен практикуващият заема традиционна позиция (като лотос, полулотос или други) и насочва цялото си внимание върху процеса на седене, позата и дишането. С оглед на обекта на медитацията са се развили две школи на Дзен:
- Сото – основна медитация е медитацията без обекти и съдържание, търсейки „осъзнаване на момента“.
- Риндзай – подчертава внимание към дишането и използването на коани. Коаните са истории, диалози и анекдоти, които са парадоксални и често езиково безсмислени въпроси, целящи да прекъснат логическото мислене на практикуващия. По този начин намирането на отговора на коана означава и трансформация на съзнанието и перспективата на осъзнаването.

## Будизмът в литературата, киното и телевизията
- В научнофантастичния сериал Вавилон 5 едноименната космическа станция разполага с Дзен градина, която се състои от умело подредени камъни и разнообразни растения. Градината е любимо място за уединение на хората и извънземниите, живеещи на станцията.

- „Зен и изкуството да се поддържа мотоциклет“ от Роберт М. Пърсиг е бестселър от 1974 г. Книгата има малко общо с религиозните практики в дзен. Тя по-скоро предава метафизиката на „качеството“ и „доброто“ от гледна точка на главния герой. Макар книгата да не разглежда ортодоксалните будистки практики, тя предава множество по-фини аспекти на живота в зен и зен мисленето, без да се задълбочава в някоя религия или религиозна организация.

- „Дзен под кедъра или Притчите на Учителя Кръстев“ от д-р Кръстьо Кръстев, 2002 г., е сборник авторски притчи, който под формата на дзен-коани коментира критично неврозите и битовизмите в съвременна България.

- „Дзен, Дзеня и всички останали Додовци“ от авторски колектив, 2008 г., е сборник авторски коани, които разглеждат вечните теми от живота – гордост, чест, любов, ревност, труд и мързел и малките радости и грижи в ежедневието ни. Особеното в книгата е, че освен, че коаните следват традициите на зен, също оформлението на книгата е осъществено в духа на зен символиката.

## Будизмът в България
Към юни 2016 в България са представени:
- школата Карма Кагю на Ваджраяна (Тибетски) Будизъм в лицето на „Диамантен път на будизма“ като регистрирана будистка общност
- школата Нингма на Ваджраяна в лицето на център под ръководството на манастира Шечен, Непал
- школата Сакя на Ваджраяна
- Традиционен тибетски будизъм – Махаяна – „Будистка общност в България“ като регистрирана будистка общност
- Випасана България – Випасана медитация, както се преподава от С.Н. Гоенка в традицията на Саяджи У Ба Кин.
- школата Мокушо дзен, започната от Тайсен Дешимару, която е европейско разклонение на японската школа Сото.

Като според д-р Жасмина Донкова (православен коментатор) последователите на двете регистрирани общности в страната наброяват над 3500 души.
Като цяло Законът за вероизповеданията все пак не възпрепятства събирането на религиозни общности, които да изповядват религиозни вярвания, дори и да не са регистрирани.

### Официални религиозни празници
Празниците в България се определят според религиозната общност, която е официално регистрирана, по тази причина будистките празници в България (обявени за 2009) се делят на линия Диамантен будизъм:
1. 25 февруари – първият ден от Новата година
2. 11 март – Ден на чудесата на Буда
3. 9 май – Весак (просветление на Буда)
4. 7 юли – първо преподаване на Буда Шакямуни

Празниците на будистката общност в България са:
1. 25 януари – Нова година
2. 9 май – Денят на Буда
3. 7 юли – Денят Дхарма
4. 8 декември – Денят Бодхи

Решението за тези празници е взето от Министерски съвет (управление на Сергей Станишев) през декември 2008.